# 役の行者
『役の行者』（えんのぎょうじゃ）は、坪内逍遥作の戯曲。1913年に初稿ができたが出版されず、1916年に改稿版の『女魔人』が出版され、これが1917年に再び『役の行者』と改名され出版された。劇としての初演は1926年（大正15年）であり、小山内薫演出により築地小劇場で上演された。
修験道の開祖、役の行者小角を描いた作品。

## 主な登場人物
- 行者
- 広足（ひろたり）：行者の弟子
- 行者の母
- 一言主（ひとことぬし）

## 構成
- 第1幕
  - 第1場　山村路
  - 第2場　山麓の一軒家
- 第2幕
  - 第1場　大峰林中
  - 第2場　西谷の魔所
- 第3幕
  - 第1場　大峰の山中
  - 第2場　山上ヶ嶽の岩窟

## 設定
一言主と女怪という荒神が、悪さをして人々を困らせていたが、行者によってその力を封印されていた。行者の母が、息子を訪ねてくる。途中で立ち寄った家では、荒神と行者の伝説を、村人が娘らに聞かせているところだった。そこに行者の弟子、広足が気絶したまま運ばれてくる。事態は思わぬ方向に。